# Ligdia zonata
Ligdia zonata là một loài bướm đêm trong họ Geometridae.